# Pia Beckmann

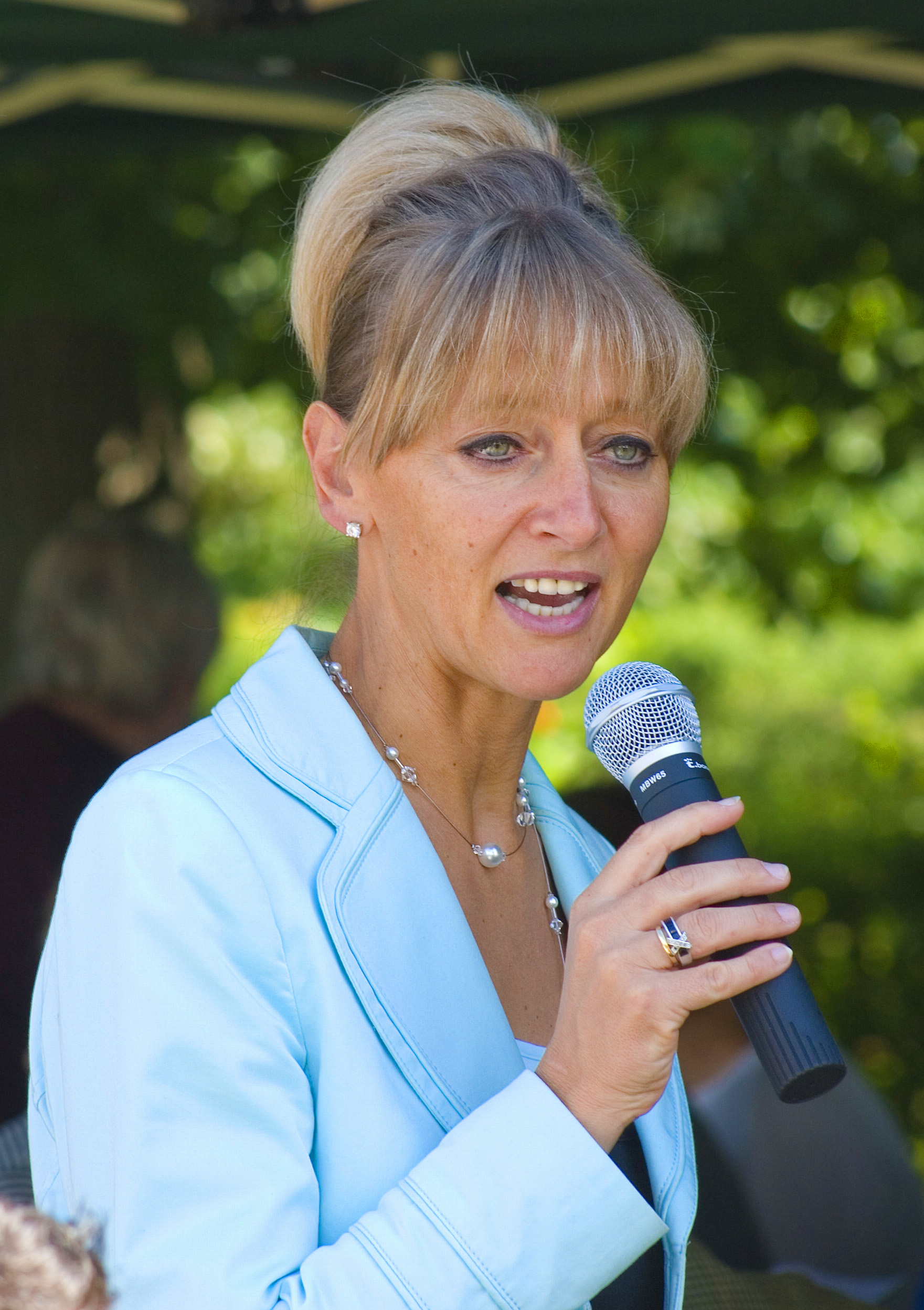
Pia Beckmann bei einer CSU-Veranstaltung in Würzburg (2007)

Pia Beckmann (* 14. Mai 1963 in Gerolzhofen) ist eine ehemalige deutsche Kommunalpolitikerin (CSU). Sie war von 2002 bis 2008 Oberbürgermeisterin von Würzburg. 

## Werdegang
Nach dem Studium der Germanistik und Romanistik an der Würzburger Julius-Maximilians-Universität verfasste sie bei Norbert Richard Wolf ihre Doktorarbeit im Fach Germanistik zum Thema Schwangerschaftsabbruch als sprachliches Problem – Eine linguistische Textanalyse ausgewählter Gesetzentwürfe zur Reform des § 218 StGB, womit sie 2004 promoviert wurde. Sie erhielt Stipendien der Konrad-Adenauer-Stiftung und der Universität Würzburg.
Beckmann war von 1991 bis 1998 Lehrbeauftragte für Deutsche Sprachwissenschaft an der Julius-Maximilians-Universität.
Von 1991 bis 2002 leitete sie den Familienbund der Katholiken in der Diözese Würzburg als Vorsitzende des Vorstands. In dieser Zeit rief sie mit ihrem Team drei landes- und bundesweite Modellprojekte zur Förderung von Familien und Menschen mit Behinderung ins Leben:
1. Sie war Initiatorin und Mitbegründerin des vom Bundesforschungsministeriums unterstützten deutschlandweiten Modellprojektes für Erneuerbare Energien (1992–1994), bei dem 20 Familien, die sich auf dem normalen Wohnungsmarkt kein Haus hätten leisten können, in die Lage versetzt wurden zu bauen: kostengünstig, flächensparend,  ökologisch mit Erdwärme und Photovoltaik sowie im sozialen Verbund mit Car-Sharing, Gemeinschaftsflächen und Nachbarschaftshilfe.[3] Aus diesem Grund wurde das Hausbauprojekt in Hettstadt außerdem als Pilotprojekt vom Bayerischen Sozialministerium gefördert.[4]
2. 1999 begründete sie mit ihrem Team im Familienbund, sowie dem Institut für Sozialpädagogik der Julius-Maximilians-Universität Würzburg, dem Heilpädagogischen Forum e. V.[5] und dem Delfinarium im Tiergarten Nürnberg das Modellprojekt „Delfintherapie für Kinder mit Behinderung und schwersten Kommunikationsstörungen“.[6]
3. Im Jahr 2001 rief Beckmann mit dem Vorstand des FDK und der von ihr gegründeten Arbeitsgemeinschaft „Familien und Behinderung“ das Projekt www.intakt.info ins Leben, das vom Bayerischen Sozialministerium als Modellprojekt gefördert wurde. Inhalt der Internet-Plattform ist der Austausch zwischen Eltern von Kindern mit Behinderung, die zeit- und ortsunabhängige Bereitstellung aller Informationen und Erfahrungen für Betroffene sowie der Zugang zu einem Experten-Netzwerk.[7] Durch das INTAKT-Forum können die Nutzer ihr Fachwissen erweitern und weitergeben, das sie als Betroffene tagtäglich gewinnen.[8]

1996 zog Beckmann erstmals in den Stadtrat ein. Bei der Kommunalwahl 2002 erhielt Beckmann im ersten Wahlgang am 3. März bei sechs Gegenkandidaten noch vor dem amtierenden Oberbürgermeister Jürgen Weber (Würzburger Liste) mit 29,8 % die meisten Stimmen, in der anschließenden Stichwahl am 17. März konnte sie sich dann mit fast 54 % deutlich gegen ihn durchsetzen. Ihre Vereidigung als Würzburger Oberbürgermeisterin erfolgte am 4. Mai 2002. Während ihrer Kandidatur 1995 wurde bekannt, dass Beckmann Mitglied der katholischen, von dem Heiligen Josemaría Escrivá gegründeten Organisation Opus Dei (Priesterliche Gesellschaft vom Heiligen Kreuz und Opus Dei) gewesen war. Damals hatte sie, laut eigenen Angaben, keinerlei Bezug mehr zu Opus Dei.
Bei der Kommunalwahl 2008 trat sie erneut für die CSU an. Mit 93 Prozent der Delegiertenstimmen schickte sie die Partei in die OB-Wahl. Im ersten Wahlgang erhielt sie 41,3 % und ihr Herausforderer Georg Rosenthal (SPD) 24,7 %. Außerdem hatte sie mit 36.192 Stimmen das beste Ergebnis aller Stadtratskandidaten. In der Stichwahl unterlag sie Georg Rosenthal mit 47,53 %.
Beckmann gründete im August 2008 die Unternehmensberatung Beckmann Consulting und war außerdem von 2011 bis Dezember 2013 Mitgesellschafterin und Geschäftsführerin der clean energy GmbH in Giebelstadt, einer Gesellschaft mit Fokus auf Energiespeicher für netzgebundene und netzferne Anwendungen. Im Mai 2013 stellte sie, gemeinsam mit ihrem Partner-Unternehmen der Faktor GmbH in Kolbermoor, den ersten TÜV-zertifizierten Megawatt-Speicher auf Lithium-Eisenphosphat-Basis vor.
Von 2008 bis 2012 war Pia Beckmann außerdem Lehrbeauftragte für Master-Studierende an der Wirtschaftswissenschaftlichen Fakultät der Julius-Maximilians-Universität Würzburg, am Lehrstuhl für BWL und Wirtschaftsinformatik.
Ab 2014 arbeitete sie mit ihrer Unternehmensberatung u. a. als Partnerin der Faktor GmbH Kolbermoor.
Beckmann setzt sich für die Vereinbarkeit von Familie und Beruf ebenso ein wie für die Förderung von Frauen.
Seit 2010 ist sie Vorsitzende des Stiftungsrates der Bayerischen Landesstiftung „Hilfe für Mutter und Kind“
Seit 2008 ist Beckmann regelmäßig ehrenamtlich im Universitätsklinikum Würzburg (Zentrum für Innere Medizin und Zentrum für operative Medizin) tätig. Gemeinsam mit Klaus Hiltrop, Kindern und Freunden führte sie, als ehrenamtliche Initiative, eine Charity-Auktion zugunsten von Familien mit behinderten Angehörigen durch, die nach der Versteigerung ungewöhnlicher Leistungen und Unikate mit 20.000 EUR bedacht werden konnten.
2017 initiierte Beckmann das bundesweit angelegte kreative Demokratieprojekt pics4peace mit jährlich wechselndem regionalen Bezugspunkt. Es besteht aus drei Teilen: pics4peace vor Ort, pics4peace online und pics4peace im Dialog.

## Familiärer Hintergrund
Beckmann war mit dem Juristen Rainer Beckmann verheiratet und hat vier Kinder. 2013 heiratete sie Klaus Hiltrop.

## Auszeichnungen und Ehrungen
- 2024: Bundesverdienstkreuz am Bande[23]